# Юнацький чемпіонат АФФ з футболу (U-16) 2016
Юнацький чемпіонат Азії з футболу U-16 2016 року (англ. 2016 AFF (U-16) Youth Championship) — міжнародний футбольний турнір під егідою Федерації футболу АСЕАН для юнаків до 16 років з Південно-Східної Азії. Господарем подібного турніру вже втретє стала Камбоджа (раніше вона прийняла — Юнацький чемпіонат АФФ з футболу (U-17) 2007 та Юнацький чемпіонат АФФ з футболу (U-16) 2015), а переможцем стала Австралія. Турнір проходив з 10 по 23 липня 2016 року.
Загалом у змаганні взяли участь 11 збірних. 30 травня 2015 року членство Індонезійської футбольної асоціації було призупинене рішенням ФІФА через втручання уряду в проведення національного чемпіонату, але воно було скасовано 13 травня 2016 року. Тим не менше, Індонезія відмовилася від участі в турнірі.
Право взяти участь у турнірі отримали гравці, які народилися 1 січня 2000 року або після цієї дати. Кожна команда повинна була зареєструвати щонайменше 23 гравця (3 з яких обов'язково мали бути воротарями).

## Команди-учасниці
Усі дванадцять членів Федерації футболу АСЕАН мали можливість взяти участь у турнірі з трьома групами по чотири команди в кожній, але через дискваліфікацю Індонезії від цього формату відмовилися, а АФФ повернулося до варіанту з двох груп, в яких відповідно виступали шість та п'ять команд-учасниць.
| Команда             | Виступ | Попередній виступ    | Попередній найкращий виступ                        |
| ------------------- | ------ | -------------------- | -------------------------------------------------- |
| Камбоджа (Господар) | 7-е    | Груповий етап (2015) | Груповий етап (2002, 2005, 2007, 2008, 2013, 2015) |
| Австралія           | 5-е    | 3-є місце (2015)     | Чемпіони (2008)                                    |
| Бруней              | 5-е    | Груповий етап (2015) | Груповий етап (2002, 2007, 2013, 2015)             |
| Лаос                | 9-е    | 4-е місце (2015)     | 2-е місце (2002, 2007, 2011)                       |
| Малайзія            | 8-е    | Груповий етап (2015) | Чемпіони (2013)                                    |
| М'янма              | 8-е    | Фіналісти (2015)     | Чемпіони (2002, 2005)                              |
| Філіппіни           | 5-е    | Груповий етап (2015) | Груповий етап (2002, 2011, 2013, 2015)             |
| Сінгапур            | 7-е    | Груповий етап (2015) | 4-е місце (2008, 2011)                             |
| Таїланд             | 6-е    | Чемпіони (2015)      | Чемпіони (2007, 2011, 2015)                        |
| Східний Тимор       | 4-е    | Груповий етап (2015) | Третє місце (2010)                                 |
| В'єтнам             | 9-е    | Груповий етап (2015) | Чемпіони (2006, 2010)                              |

## Стадіони
Усі поєдинки на турнірі в Пномпені мали проводитися на двох стадіонах, «Олімпійському» та «Армійському». Матчі Групи А проходили на «Олімпійському» та «Армійському» стадіонах, матчі Групи B та Плей-оф — на «Олімпійському стадіоні»
| Пномпень               | Пномпень                                              | Пномпень             |
| ---------------------- | ----------------------------------------------------- | -------------------- |
| «Олімпійський стадіон» | Пномпеньclass=notpageimage\| Місце стадіонів турніру. | «Армійський стадіон» |
| Вміщує: 50,000         | Пномпеньclass=notpageimage\| Місце стадіонів турніру. | Вміщує: 7,000        |
|                        | Пномпеньclass=notpageimage\| Місце стадіонів турніру. |                      |

## Рейтинг та посів
На засіданні Ради АФФ у Данангі, В'єтнам, 13 березня 2016 року було сформовано наступні кошики.

### Рейтинг
Посів базувався на результатах Юнацький чемпіонат АФФ з футболу (U-16) 2015 (вказано в круглих дужках нижче). 12 команд були розподілені в 6-и кошиках:
- У Кошик 1 потрапили команди, які зайняли 1–2-і місця.
- У Кошик 2 потрапили команди, які зайняли 3–4-і місця.
- У Кошик 3 потрапили команди, які зайняли 5–6-і місця.
- У Кошик 4 потрапили команди, які зайняли 7–8-і місця.
- У Кошик 5 потрапили команди, які зайняли 9–10-і місця.
- У Кошик 5 потрапили команда, яка зайняла 11-е місце.

До кожної групи потрапили по одній команді з кожного кошика.
| Поз | Команда       | І | В | Н | П | ГЗ | ГП | РГ  | О  |
| --- | ------------- | - | - | - | - | -- | -- | --- | -- |
| 1   | Таїланд       | 7 | 6 | 0 | 1 | 16 | 4  | +12 | 18 |
| 2   | М'янма        | 6 | 4 | 0 | 2 | 10 | 8  | +2  | 12 |
|     |               |   |   |   |   |    |    |     |    |
| 3   | Австралія     | 6 | 5 | 0 | 1 | 36 | 9  | +27 | 15 |
| 4   | Лаос          | 7 | 4 | 1 | 2 | 12 | 15 | −3  | 13 |
|     |               |   |   |   |   |    |    |     |    |
| 5   | Східний Тимор | 4 | 1 | 1 | 2 | 7  | 9  | −2  | 4  |
| 6   | Сінгапур      | 4 | 1 | 1 | 2 | 7  | 12 | −5  | 4  |
|     |               |   |   |   |   |    |    |     |    |
| 7   | Камбоджа      | 4 | 1 | 1 | 2 | 1  | 7  | −6  | 4  |
| 8   | Малайзія      | 4 | 1 | 0 | 3 | 3  | 8  | −5  | 3  |
|     |               |   |   |   |   |    |    |     |    |
| 9   | В'єтнам       | 4 | 0 | 2 | 2 | 4  | 7  | −3  | 2  |
| 10  | Бруней        | 4 | 0 | 0 | 4 | 2  | 11 | −9  | 0  |
|     |               |   |   |   |   |    |    |     |    |
| 11  | Філіппіни     | 4 | 0 | 0 | 4 | 3  | 16 | −13 | 0  |

### Посів
| Кошик 1                | Кошик 2                | Кошик 3                        | Кошик 4                   | Кошик 5                 | Кошик 6        |
| ---------------------- | ---------------------- | ------------------------------ | ------------------------- | ----------------------- | -------------- |
| Таїланд (1) М'янма (2) | Австралія (3) Лаос (4) | Східний Тимор (5) Сінгапур (6) | Камбоджа (7) Малайзія (8) | В'єтнам (9) Бруней (10) | Філіппіни (11) |

## Груповий етап
Дві найкращі команди з кожної групи виходять до півфіналу.
Регламент
Рейтинг команд визначається за сумою набраних очок (3 очки — за перемогу, 1 — за нічию та 0 — в разі поразки). Якщо між суперниками зафіксована однакова кількість набраних очок, то переможця визначають за наступним алгоритмом:
1. Різниця забитих та пропущених м'ячів у всіх поєдинках групового етапу;
2. Найбільша кількість забитих м'ячів у всіх поєдинках групового етапу;
3. За результатом очного протистояння між суперниками;
4. Післяматчеві пенальті якщо команди одночасно знаходяться на футбольному полі;
5. Найвища оцінка за критеріями Fair Play;
6. Жеребкування.

- Усі матчі турніру проходять у Пномпені, Камбоджа
- Усі матчі проходять за місцевим часом, UTC+7

### Група A
| Поз | Команда       | І | В | Н | П | ГЗ | ГП | РГ  | О  | Кваліфікація |
| --- | ------------- | - | - | - | - | -- | -- | --- | -- | ------------ |
| 1   | Лаос          | 5 | 4 | 1 | 0 | 10 | 4  | +6  | 13 | Плей-оф      |
| 2   | Таїланд       | 5 | 4 | 0 | 1 | 10 | 2  | +8  | 12 | Плей-оф      |
| 3   | Малайзія      | 5 | 2 | 0 | 3 | 4  | 8  | −4  | 6  |              |
| 4   | В'єтнам       | 5 | 1 | 2 | 2 | 10 | 8  | +2  | 5  |              |
| 5   | Східний Тимор | 5 | 1 | 2 | 2 | 9  | 11 | −2  | 5  |              |
| 6   | Бруней        | 5 | 0 | 1 | 4 | 3  | 13 | −10 | 1  |              |

| 10 липня 2017 15:30 | \| М'янма \| 1:1 Звіт \| Австралія \| \| Хейн Ххет Аунг 66' \| Голи \| Джейкоб Італьяно 69' \| | Армійський стадіон, Пномпень Арбітр: Варінторн Сассад (Таїланд) |
| М'янма              | 1:1 Звіт                                                                                       | Австралія                                                       |
| Хейн Ххет Аунг 66'  | Голи                                                                                           | Джейкоб Італьяно 69'                                            |

| 10 липня 2017 15:30 | \| Філіппіни \| 1:3 Звіт \| Сінгапур \| \| Фідель Такардон 82' \| Голи \| Резза Резкі 24' Жоель Чю 51' Сягадат Маснаві 64' \| | Олімпійський стадіон, Пномпень Арбітр: Ксайпасетх Пхонг Саніт (Лаос) |
| Філіппіни           | 1:3 Звіт | Сінгапур                                                             |
| Фідель Такардон 82' | Голи | Резза Резкі 24' Жоель Чю 51' Сягадат Маснаві 64'                     |

| 10 липня 2017 18:30 | \| Малайзія \| 0:3 Звіт \| В'єтнам \| \| \| Голи \| Кхак Кх'єм 6' Тронг Лонг 68' Танг 90+4' \| | Олімпійський стадіон, Пномпень Арбітр: Вішгіка Туй (Камбоджа) |
| Малайзія            | 0:3 Звіт                                                                                       | В'єтнам                                                       |
|                     | Голи                                                                                           | Кхак Кх'єм 6' Тронг Лонг 68' Танг 90+4'                       |

| 12 липня 2017 15:30                    | \| В'єтнам \| 3:0 Звіт \| Австралія \| \| Тьєн 18' (пен.) Дат 28' Кхак Кх'єм 78' \| Голи \| \| | Олімпійський стадіон, Пномпень Арбітр: Чанкетя Тхонг (Камбоджа) |
| В'єтнам                                | 3:0 Звіт                                                                                       | Австралія                                                       |
| Тьєн 18' (пен.) Дат 28' Кхак Кх'єм 78' | Голи                                                                                           |                                                                 |

| 12 липня 2017 18:30  | \| Сінгапур \| 1:4 Звіт \| М'янма \| \| Даніель Мартін 90+2' \| Голи \| Аунг Ванна Сое 13', 40' Він Наінг Тун 42' Є Їнг Аунг 81' \| | Олімпійський стадіон, Пномпень Арбітр: Мохамед Джавіс (Мальдіви) |
| Сінгапур             | 1:4 Звіт | М'янма                                                           |
| Даніель Мартін 90+2' | Голи | Аунг Ванна Сое 13', 40' Він Наінг Тун 42' Є Їнг Аунг 81'         |

| 12 липня 2017 21:30            | \| Філіппіни \| 2:2 Звіт \| Малайзія \| \| Фідель Такардон 34' Вілсон 44' \| Голи \| Аліф Сафван 30', 46' \| | Олімпійський стадіон, Пномпень Арбітр: Амділлах Зайнуддін (Бруней) |
| Філіппіни                      | 2:2 Звіт | Малайзія                                                           |
| Фідель Такардон 34' Вілсон 44' | Голи | Аліф Сафван 30', 46'                                               |

| 14 липня 2017 15:30 | \| Сінгапур \| 0:2 Звіт \| Малайзія \| \| \| Голи \| Айман Зайді 15' Фаріс Забрі 21' Ізрін Ізванді 70' \| | Армійський стадіон, Пномпень Арбітр: Туй Вічхіка (Камбоджа) |
| Сінгапур            | 0:2 Звіт                                                                                                  | Малайзія                                                    |
|                     | Голи | Айман Зайді 15' Фаріс Забрі 21' Ізрін Ізванді 70'           |

| 14 липня 2017 15:30 | \| М'янма \| 1:5 Звіт \| В'єтнам \| \| Ххет Пйо Вай 15' \| Голи \| Кхак Кхієм 33' Тханг 45', 79' Тронг Лонг 52' Тьєн 64' \| | Олімпійський стадіон, Пномпень Арбітр: Варінторн Сассаді (Таїланд) |
| М'янма              | 1:5 Звіт | В'єтнам                                                            |
| Ххет Пйо Вай 15'    | Голи | Кхак Кхієм 33' Тханг 45', 79' Тронг Лонг 52' Тьєн 64'              |

| 14 липня 2017 18:30                                                        | \| Австралія \| 7:0 Звіт \| Філіппіни \| \| Селдон 9' Мірза Муратович 27', 88', 90+3' Кінг 36' Марк Моріч 53' Бпук 80' \| Голи \| \| | Олімпійський стадіон, Пномпень Арбітр: Ксайпасетх Пхонгсаніт (Лаос) |
| Австралія                                                                  | 7:0 Звіт | Філіппіни                                                           |
| Селдон 9' Мірза Муратович 27', 88', 90+3' Кінг 36' Марк Моріч 53' Бпук 80' | Голи |                                                                     |

| 16 липня 2017 15:30                      | \| В'єтнам \| 3:3 Звіт \| Філіппіни \| \| Тронг Лонг 45+1' Кхак Кхієм 62' До 90+3' \| Голи \| Макілінг 27' Такардон 73' (пен.), пен' \| | Армійський стадіон, Пномпень Арбітр: Амділлах Заінуддін (Бруней) |
| В'єтнам                                  | 3:3 Звіт | Філіппіни                                                        |
| Тронг Лонг 45+1' Кхак Кхієм 62' До 90+3' | Голи | Макілінг 27' Такардон 73' (пен.), пен'                           |

| 16 липня 2017 15:30                                   | \| Австралія \| 6:2 Звіт \| Сінгапур \| \| Муратович 31', 76' Брук 57', 67' Селден 58' Морич 89' \| Голи \| Резза Резкі 45+2' Махлер 55' \| | Олімпійський стадіон, Пномпень Арбітр: Талавер Лінджун (Філіппіни) |
| Австралія                                             | 6:2 Звіт | Сінгапур                                                           |
| Муратович 31', 76' Брук 57', 67' Селден 58' Морич 89' | Голи | Резза Резкі 45+2' Махлер 55'                                       |

| 16 липня 2017 18:30                         | \| Малайзія \| 1:0 Звіт \| М'янма \| \| Ізрім Ізванді 20', 65' Нізаруддін Джазі 85' \| Голи \| \| | Олімпійський стадіон, Пномпень Арбітр: Чакетя Тонг (Камбоджа) |
| Малайзія                                    | 1:0 Звіт                                                                                          | М'янма                                                        |
| Ізрім Ізванді 20', 65' Нізаруддін Джазі 85' | Голи                                                                                              |                                                               |

| 18 липня 2017 08:00 | \| Сінгапур \| 0:3 Звіт \| В'єтнам \| \| \| Голи \| Хаі 13' Тханг 25' Гуонг 59' \| | Олімпійський стадіон, Пномпень Арбітр: Туй Вічхіка (Камбоджа) |
| Сінгапур            | 0:3 Звіт                                                                           | В'єтнам                                                       |
|                     | Голи                                                                               | Хаі 13' Тханг 25' Гуонг 59'                                   |

| 18 липня 2017 15:30                                 | \| М'янма \| 3:0 Звіт \| Філіппіни \| \| Він Наінг Тун 60' Бо Бо Аунг 67' Хеін Хтет Аунг 81' \| Голи \| \| | Армійський стадіон, Пномпень Арбітр: Амділлах Заінуддін (Бруней) |
| М'янма                                              | 3:0 Звіт                                                                                                   | Філіппіни                                                        |
| Він Наінг Тун 60' Бо Бо Аунг 67' Хеін Хтет Аунг 81' | Голи |                                                                  |

| 18 липня 2017 18:30                                  | \| Австралія \| 7:1 Звіт \| Малайзія \| \| Італьяно 4', 83' Робертс 48', 59', 66', 73' Брук 63' \| Голи \| Нізвруддін Джазі 29' \| | Олімпійський стадіон, Пномпень Арбітр: Варінторн Сассаді (Таїланд) |
| Австралія                                            | 7:1 Звіт | Малайзія                                                           |
| Італьяно 4', 83' Робертс 48', 59', 66', 73' Брук 63' | Голи | Нізвруддін Джазі 29'                                               |

### Група B
| Поз | Команда      | І | В | Н | П | ГЗ | ГП | РГ  | О  | Кваліфікація |
| --- | ------------ | - | - | - | - | -- | -- | --- | -- | ------------ |
| 1   | Австралія    | 4 | 4 | 0 | 0 | 24 | 4  | +20 | 12 | Плей-оф      |
| 2   | М'янма       | 4 | 3 | 0 | 1 | 9  | 5  | +4  | 9  | Плей-оф      |
| 3   | Сінгапур     | 4 | 1 | 1 | 2 | 7  | 12 | −5  | 4  |              |
| 4   | Камбоджа (H) | 4 | 1 | 1 | 2 | 1  | 7  | −6  | 4  |              |
| 5   | Філіппіни    | 4 | 0 | 0 | 4 | 3  | 16 | −13 | 0  |              |

| 11 липня 2016 15:30 | \| Бруней \| 0:3 Звіт \| Східний Тимор \| \| \| Голи \| Хіменес 26' Да Консейсау 43' Гусмау 50' \| | Олімпійський стадіон, Пномпень Арбітр: Кліффорд Дайпуят (Філіппіни) |
| Бруней              | 0:3 Звіт                                                                                           | Східний Тимор                                                       |
|                     | Голи                                                                                               | Хіменес 26' Да Консейсау 43' Гусмау 50'                             |

| 11 липня 2016 18:30           | \| Камбоджа \| 3:1 Звіт \| Лаос \| \| Чантхеа 42', 71' Какада 45+1' \| Голи \| Бунконг 82' \| | Олімпійський стадіон, Пномпень Арбітр: Тхант Зінт У (М'янма) |
| Камбоджа                      | 3:1 Звіт                                                                                      | Лаос                                                         |
| Чантхеа 42', 71' Какада 45+1' | Голи                                                                                          | Бунконг 82'                                                  |

| 13 липня 2016 15:30 | \| Східний Тимор \| 0:3 Звіт \| Таїланд \| \| \| Голи \| Пірапат 2' Коравіч 9' Реіш 45+1' (аг) \| | Олімпійський стадіон, Пномпень Арбітр: Талавер Лінджун (Філіппін) |
| Східний Тимор       | 0:3 Звіт                                                                                          | Таїланд                                                           |
|                     | Голи                                                                                              | Пірапат 2' Коравіч 9' Реіш 45+1' (аг)                             |

| 13 липня 2016 18:30 | \| Бруней \| 0:2 Звіт \| Камбоджа \| \| \| Голи \| Софіктра 38', 76' \| | Олімпійський стадіон, Пномпень Арбітр: Кліффорд Дайпуят (Філіппін) |
| Бруней              | 0:2 Звіт                                                                | Камбоджа                                                           |
|                     | Голи                                                                    | Софіктра 38', 76'                                                  |

| 15 липня 2016 15:30 | \| Таїланд \| 1:0 Звіт \| Бруней \| \| Арнон 20' \| Голи \| \| | Олімпійський стадіон, Пномпень Арбітр: Тхант Зін У (М'янма) |
| Таїланд             | 1:0 Звіт                                                       | Бруней                                                      |
| Арнон 20'           | Голи                                                           |                                                             |

| 15 липня 2016 18:30 | \| Лаос \| 1:1 Звіт \| Східний Тимор \| \| Бунконг 86' \| Голи \| Кеодунгдетх 25' (аг) \| | Олімпійський стадіон, Пномпень Арбітр: Мохамед Джавіс (Мальдіви) |
| Лаос                | 1:1 Звіт                                                                                  | Східний Тимор                                                    |
| Бунконг 86'         | Голи                                                                                      | Кеодунгдетх 25' (аг)                                             |

| 17 липня 2016 15:30 | \| Бруней \| 0:4 Звіт \| Лаос \| \| \| Голи \| Бунконг 4', 83' Інтхапаня 11' (43) \| | Олімпійський стадіон, Пномпень Арбітр: Тхант Зін У (М'янма) |
| Бруней              | 0:4 Звіт                                                                             | Лаос                                                        |
|                     | Голи                                                                                 | Бунконг 4', 83' Інтхапаня 11' (43)                          |

| 17 липня 2016 18:30 | \| Камбоджа \| 0:6 Звіт \| Таїланд \| \| \| Голи \| Коравіч 40', 90' Сумана 53' (пен.) Пірапат 68' Джиннават 73', 83' \| | Олімпійський стадіон, Пномпень Арбітр: Кліффорд Дайпуят (Філіппіни) |
| Камбоджа            | 0:6 Звіт | Таїланд                                                             |
|                     | Голи | Коравіч 40', 90' Сумана 53' (пен.) Пірапат 68' Джиннават 73', 83'   |

| 19 липня 2016 15:30 | \| Лаос \| 0:2 Звіт \| Таїланд \| \| \| Голи \| Нітіторн 35' Джиннават 90+1' \| | Олімпійський стадіон, Пномпень Арбітр: Талавер Лінджун (Філіппіни) |
| Лаос                | 0:2 Звіт                                                                        | Таїланд                                                            |
|                     | Голи                                                                            | Нітіторн 35' Джиннават 90+1'                                       |

| 19 липня 2016 18:30 | \| Східний Тимор \| 0:3 Звіт \| Камбоджа \| \| \| Голи \| Сафі 6' Пісетх 55', 59' \| | Олімпійський стадіон, Пномпень Глядачів: 15 000 Арбітр: Мохамед Джавіс (Мальдіви) |
| Східний Тимор       | 0:3 Звіт                                                                             | Камбоджа                                                                          |
|                     | Голи                                                                                 | Сафі 6' Пісетх 55', 59'                                                           |

## Плей-оф
За необхідності на стадії плей-оф застосовуються післяматчеві пенальті (Додатковий час не використовується).

### Сітка
|  | Півфінали           | Півфінали      |                     |       | Фінал | Фінал |
|  |                     |                |                     |       |       |       |
|  | 21 липня – Пномпень |                |                     |       |       |       |
|  |                     |                |                     |       |       |       |
|  | В'єтнам             | 1              |                     |       |       |       |
|  | В'єтнам             | 1              | 23 липня — Пномпень |       |       |       |
|  | Камбоджа            | 0              |                     |       |       |       |
|  | Камбоджа            | 0              | В'єтнам             | 3 (3) |       |       |
|  | 21 липня — Пномпень |                | В'єтнам             | 3 (3) |       |       |
|  |                     | Австралія пен. | 3 (5)               |       |       |       |
|  | Таїланд             | Австралія пен. | 3 (5)               | 3 (3) |       |       |
|  | Таїланд             |                |                     | 3 (3) |       |       |
|  | Австралія пен.      | 3 (5)          |                     |       |       |       |
|  | Австралія пен.      | 3 (5)          | Матч за 3-тє місце  |       |       |       |
|  |                     |                |                     |       |       |       |
|  | 23 липня — Пномпень |                |                     |       |       |       |
|  |                     |                |                     |       |       |       |
|  | Камбоджа            | 0              |                     |       |       |       |
|  | Камбоджа            | 0              |                     |       |       |       |
|  | Таїланд             | 3              |                     |       |       |       |

### Півфінали
| 21 листопада 2016 15:30               | \| Таїланд \| 3:3 пен. 3:5 Звіт \| Австралія \| \| Пірапат 45+3', 47' Коравіч 62' \| Голи \| Д'Арріджо 29' Робертс 57', 90+1' \| \| Сумана · Сахассавас · Пірапат · Арнон \| Пенальті \| Робертс · Брук · Кінг · П'єріас · Баффорд \| | Олімпійський стадіон, Пномпень Арбітр: Ксайпасетх Пхонгсаннітх (Лаос) |
| Таїланд                               | 3:3 пен. 3:5 Звіт | Австралія                                                             |
| Пірапат 45+3', 47' Коравіч 62'        | Голи | Д'Арріджо 29' Робертс 57', 90+1'                                      |
| Сумана · Сахассавас · Пірапат · Арнон | Пенальті | Робертс · Брук · Кінг · П'єріас · Баффорд                             |

| 21 листопада 2016 18:30 | \| В'єтнам \| 1:0 Звіт \| Камбоджа \| \| Кхак Кхієм 28' \| Голи \| \| | Олімпійський стадіон, Пномпень Глядачів: 60 000 Арбітр: Кліффорд Дайпуят (Філіппіни) |
| В'єтнам                 | 1:0 Звіт                                                              | Камбоджа                                                                             |
| Кхак Кхієм 28'          | Голи                                                                  |                                                                                      |

### Матч за 3-тє місце
| 23 листопада 2016 15:30 | \| Камбоджа \| 0:3 Звіт \| Таїланд \| \| \| Голи \| Пірапат 13' Ковавіч 21' Арнон 38' \| | Олімпійський стадіон, Пномпень    |
| Камбоджа                | 0:3 Звіт                                                                                 | Таїланд                           |
|                         | Голи                                                                                     | Пірапат 13' Ковавіч 21' Арнон 38' |

### Фінал
| 23 листопада 2016 18:30      | \| В'єтнам \| 3:3 пен. 3:5 Звіт \| Австралія \| \| Санг 36' Квонг 56' Кхієм 77' \| Голи \| Робертс 58' (пен.) Моріч 57', 83' \| \| Тьєн · До · Кієн · Санг \| Пенальті \| П'єріас · Моріч · Робертс · Валенті · Баффорд \| | Олімпійський стадіон, Пномпень Арбітр: Мохамед Джавіс (Мальдіви) |
| В'єтнам                      | 3:3 пен. 3:5 Звіт | Австралія                                                        |
| Санг 36' Квонг 56' Кхієм 77' | Голи | Робертс 58' (пен.) Моріч 57', 83'                                |
| Тьєн · До · Кієн · Санг      | Пенальті | П'єріас · Моріч · Робертс · Валенті · Баффорд                    |

## Переможець
| Юнацький чемпіонат АФФ (U-16) 2016 |
| ---------------------------------- |
| Австралія Другий титул             |

## Фінальний рейтинг
| Поз | Команда       | І | В | Н | П | ГЗ | ГП | РГ  | О  | Фінальний результат |
| --- | ------------- | - | - | - | - | -- | -- | --- | -- | ------------------- |
| 1   | Австралія     | 7 | 3 | 3 | 1 | 27 | 13 | +14 | 12 | Чемпіони            |
| 2   | В'єтнам       | 7 | 5 | 2 | 0 | 21 | 7  | +14 | 17 | Фіналісти           |
| 3   | Таїланд       | 6 | 5 | 1 | 0 | 18 | 3  | +15 | 16 | Третє місце         |
| 4   | Камбоджа (H)  | 6 | 3 | 0 | 3 | 8  | 11 | −3  | 9  | Четверте місце      |
|     |               |   |   |   |   |    |    |     |    |                     |
| 5   | Лаос          | 4 | 1 | 1 | 2 | 6  | 6  | 0   | 4  |                     |
| 6   | М'янма        | 5 | 2 | 1 | 2 | 9  | 8  | +1  | 7  |                     |
| 7   | Малайзія      | 5 | 2 | 1 | 2 | 6  | 12 | −6  | 7  |                     |
| 8   | Східний Тимор | 4 | 1 | 1 | 2 | 4  | 7  | −3  | 4  |                     |
| 9   | Сінгапур      | 5 | 1 | 0 | 4 | 6  | 16 | −10 | 3  |                     |
| 10  | Бруней        | 4 | 0 | 0 | 4 | 0  | 10 | −10 | 0  |                     |
| 11  | Філіппіни     | 5 | 0 | 2 | 3 | 6  | 18 | −12 | 2  |                     |

## Бомбардири
8 голів
- Джон Едвардс

6 голів
- Нгуєн Кхак Кхієм

5 голів
- Мірза Муратович
- Коравіч Таса
- Пірапат Камінтонг

4 голи
- Лахлан Брук
- Бунфачан Бунконг
- Фідель Такардон
- Нгуєн Г'ю Танг

3 голи
- Джейкоб Італьяно
- Марк Моріч
- Джинават Руссамі
- Нгуєн Тронг Лонг

2 голи
- Джейдон Селдон
- Сіенг Шантеанг
- Мао Пісетх
- Сін Софіхарта
- Нілан Інтхапанья
- Мухаммад Аліф Сафван Саллахуддін
- Мухаммад Нізаруддін Джазі
- Аунг Ванна Сое
- Хеін Ххтет Аунг
- Він Наінг Тун
- Резза Аезкі Рамадані бін Джакобджан
- Арнон Прасонгпорн
- Нгуєн Тран В'єт Куонг
- Уонг Нгок Тіен

1 гол
- Джоел Кінг
- Льюіс Д'Арріджо
- Сін Какада
- Юе Сафі
- Мухаммад Ізрін Ізванді
- Мухаммад Айман Заіді
- Бо Бо Аунг
- Хтет Пхоє Ваі
- Є Їнт Аунг
- Макуйлінг Лео Габрієль
- Роберт Вілсон
- Мохамед Даніель Мартін Мохамед Азлан
- Млер Вілліам
- Саяхадат Маснаві
- Жоель Чью Юн Гернг
- Експедіту да Консейсау
- Осоріу Гусмау
- Жувенсіу Хіменеш
- Нітіторн Супрамарн
- Сумана Салапфет
- Нгуєн Хуюнх Санг
- Тран Ван Дат
- Ву Дінь Хаі
- Ву Кванг До

1 автогол
- Кхампангна Кеодунгдетх (проти Східного Тимору)
- Нелсон Реіш (проти Таїланду)